# Петтер Стюмне
Петтер Стюмне (9 травня 1983) — шведський плавець.
Учасник Олімпійських Ігор 2008 року.